# 宣大巡撫
宣大巡撫，明稱巡撫宣府大同地方贊理軍務，為明朝初中期設立的一個巡撫職位。

## 沿革
- 宣德十年，設置，以管理宣府、大同府兩地防禦。
- 景泰二年，分為宣府巡撫、大同巡撫。
- 天順四年，再次合併為宣大巡撫。
- 天順六年，因轄區過大，再次分為宣府巡撫、大同巡撫。